# حسن انصاری قمی
حسن انصاری (زادهٔ ۱۳۴۹ در تهران) پژوهشگر و مدرس و استاد میهمان مدرسه مطالعات تاریخی مؤسسه مطالعات پیشرفته پرینستون است. او همچنین عضو شورای عالی علمی مرکز دائرةالمعارف بزرگ اسلامی، عضو شورای مشاوران دانشنامه ایرانیکا (دانشگاه کلمبیا-آمریکا)، «عضو وابسته» مرکز ملی پژوهش‌های علمی فرانسه (بخش مطالعات ادیان کتاب)و عضو انجمن بین‌المللی تاریخ علوم و فلسفه عربی و اسلامی (پاریس) است و از ۲۰۱۵ تا ۲۰۱۷ به عنوان استاد مهمان با رتبه استاد تمام در دانشگاه پرینستون، بخش خاور نزدیک تدریس کرد.
او فرزند آیت‌الله شیخ محمود انصاری قمی از عالمان مشهور تهران و نجف است.

## شرح زندگی
شرح حال او به قلم خودش در تارنمای کاتبان:
حسن انصاری، زاده سال ۱۳۴۹ خورشیدی در تهران است. او تحصیلات خود را در رشته علوم تجربی در مدرسه علوی تهران در سال ۱۳۶۷ به پایان برد. انگیزه‌های خانوادگی و نیز تحصیل در مدرسه ای با آموزش‌های دینی او را از سالیان دورتر به تحصیل و مطالعه در ادبیات عرب، فقه و اصول و عقاید و معارف دینی واداشت. پس از دبیرستان، در گروه فلسفه دانشکده ادبیات دانشگاه تهران مشغول به تحصیل شد، و در کنار آن، به کسب دانش‌های دینی کلاسیک پرداخت. بدین ترتیب در کنار تداوم مراحل تحصیل در فقه و اصول و نیز کلام و فلسفه اسلامی، تا اندازه ای فلسفه‌های غربی را آموخت. علاقه به پژوهش‌های و آموزش‌های کلاسیک دینی و بهره‌گیری از محضر استادان این حوزه‌ها، او را همچنین به پژوهش تطبیقی باورهای مذهبی و کلامی و اندیشه‌های فیلسوفان اسلامی رهنمون کرد و چند سالی را به تحصیل و مطالعه در کلام، حدیث و عقاید شیعی و فلسفه اسلامی سپری کرد. حسن انصاری پس از چندی به مطالعه تاریخ روی آورد و آن را هم‌زمان با ادامه تحصیل در زمینه فلسفه و دانش‌های دینی کلاسیک پی گرفت. در کنار همه این‌ها، همکاری با دائرةالمعارف بزرگ اسلامی دستمایه‌ای برای آشنایی با شیوه‌های تحقیق تاریخی و شناخت منابع کهن را برای او فراهم کرد. همکاری او با مرکز دائرةالمعارف بزرگ اسلامی، در قالب تألیف، کتاب‌شناسی و همکاری با کتابخانه مرکز، ویراستاری، ریاست یکی از بخش‌های علمی و عضویت در هیئت عالی علمی سال‌ها ادامه داشت. در همین سالیان، به ویژه به سفارش مرکز دائرةالمعارف، به تألیف مقالات بسیاری در حوزه تاریخ، رجال، کلام و فرق مذهبی پرداخت. از آغاز دهه هفتاد خورشیدی، مطالعاتش را در حوزه فلسفه محض و فلسفه‌های مضاف در مکاتب باخترزمین، ادیان و تاریخ ملل و نحل گسترش بخشید. او چندی در بیروت، افزون بر مطالعه در نسخه‌های خطی، تحصیلات دانشگاهی‌اش را در حوزه فلسفه غرب و فلسفه و اندیشه سیاسی اسلامی ادامه داد و از نزدیک با برجسته‌ترین اندیشمندان و روشنفکران عرب آشنایی یافت و تتبعاتش را نزد برخی از آنان پی گرفت. از اواخر دهه هفتاد خورشیدی و همراه با ادامه تحصیلات در علوم دینی و حوزوی، نوشتن در مجلات علمی و دانشگاهی در ایران در زمینه‌های کلام و فرق، حدیث، تاریخ و اندیشه سیاسی کلاسیک اسلامی را آغاز کرد و مقالات پرشماری در نشریات نشر دانش، معارف (مرکز نشر دانشگاهی) و برخی دیگر چاپ کرد. او در همین دوره و نیز در سالیان پسین در چندین همایش داخلی و خارجی شرکت کرد و مقالاتی ارائه کرد و همچنین با شماری از مؤسسات فرهنگی کشور در انجام پروژه‌های مختلف در زمینه‌های تاریخی و کتاب‌شناسی همکاری داشت و در برخی نهادهای آموزشی داخل و خارج ایران، تاریخ علم کلام و ملل و نحل را تدریس کرد. حسن انصاری سال ۱۳۸۱ ایران را به منظور ادامه تحصیل به مقصد فرانسه ترک کرد و تحصیلات تکمیلی ش را در رشته فلسفه و تاریخ ادیان در مدرسه کاربردی مطالعات عالی سوربن ادامه داد. وی نخست موفق به اخذ درجه دیپلم عالی شد (با تدوین دانشنامه‌ای در زمینه سهم محمد بن یعقوب کلینی در حدیث شیعی) و سپس در همین دانشگاه در فروردین ۱۳۸۸ از رساله دکتری خود دفاع کرد (با تدوین پایان‌نامه‌ای در زمینه منابع اندیشه امامت و غیبت در تشیع امامی). او سال ۱۳۸۸ به برلین آمد و دوره پسادکتریاش را در دانشگاه آزاد برلین در چارچوب پروژه «علوم عقلی در اسلام سده میانه» طی کرد. او پژوهشگر ارشد علم کلام و فلسفه اسلامی در دانشگاه آزاد برلین (مؤسسه مطالعات اسلامی) و مدرس اصول فقه و تاریخ علم کلام در این دانشگاه در سالیان گذشته بوده‌است. از او تا کنون مقالات یسیاری در موضوعات تاریخ علم کلام و تشیع امامی در نشریه‌های خارجی منتشر شده‌است.

## پیشینه علمی و اجرایی
- عضو شورای عالی علمی مرکز دائرةالمعارف بزرگ اسلامی از ۱۳۹۳ش[۲]
- عضو مرکز دائرةالمعارف بزرگ اسلامی: از ۱۳۶۸ش[۲]
- عضو هیئت عالی علمی مدرسه مطالعات تاریخی مؤسسه مطالعات پیشرفته پرینستون از ۲۰۱۳م تاکنون (۲۰۱۹)[۱]
- پژوهشگر ارشد و دانشیار مؤسسه مطالعات اسلامی دانشگاه آزاد برلین: ۲۰۰۹–۲۰۱۳م[۲]

## تألیفات
- (مقدمه‌نگار فارسی) التجرید فی اصول فقه (کتابی در اصول فقه از مکتب معتزلیان خوارزم در اوائل سده ششم قمری)، چاپ نسخه برگردان بر اساس نسخه کتابخانه بادلیان، مقدمه نگار انگلیسی زابینه اشمیتکه، مرکز دائرةالمعارف بزرگ اسلامی؛ برلین: مؤسسه مطالعات اسلامی دانشگاه آزاد، ۱۳۹۰ش؛
- (مصحح همکار) تحفة المتکلمین فی‌الرد علی الفلاسفه اثر ابن ملاحمی، تصحیح ویلفرد مادلونگ، مؤسسه پژوهشی حکمت و فلسفه ایران؛ برلین، آلمان: مؤسسه مطالعات اسلامی دانشگاه آزاد برلین، ۱۳۸۷ش؛
- (مصح همکار) خلاصةالنظر، تصحیح زابینه اشمیتکه، مؤسسه پژوهشی حکمت و فلسفه ایران؛ برلین، آلمان: مؤسسه مطالعات اسلامی دانشگاه آزاد، ۱۳۸۵ش؛
- بررسی‌های تاریخی در حوزه اسلام و تشیع (مجموعه مقالات)، تهران، مرکز اسناد مجلس شورای اسلامی، ۱۳۹۰ش؛
- (تصحیح) التفصیل لجمل التحصیل، اثر سلیمان بن عبدالله خراشی، (با همکاری یان تیله) مؤسسه پژوهشی حکمت و فلسفه ایران، ۱۳۸۹ش؛
- (تصحیح) شرح المقدمة فی الکلام، اثر ابوالقاسم عبدالرحمان بن علی حسینی، (با همکاری زابینه اشمیتکه)، تهران، مرکز پژوهشی میراث مکتوب، ۱۳۹۲ش؛[۲]

L’imamat et l’Occultation selon l’imamisme: Étude bibliographique et histoire des textes. By Hassan Ansari. Islamic History and Civilization 134. Leiden: Brill, 2016. Pp. xx + 598.
Hassan Ansari (with Sabine Schmidtke), Studies in Medieval Islamic Intellectual Traditions, Atlanta, Georgia: Lockwood Press 2017 
- برای تألیفات به زبان‌های انگلیسی، فرانسه، عربی و فارسی نک: رزومه او در سایت آکادمیا[۶] و سایت آمازون[۷]